# Кононенко, Анатолий Ильич
Анато́лий Ильи́ч Кононе́нко (21 февраля 1935, Ростов-на-Дону — 29 апреля 2010) — советский гребец-байдарочник, выступал за сборную СССР в первой половине 1960-х годов. Участник летних Олимпийских игр в Риме, четырёхкратный чемпион всесоюзного первенства, победитель регат республиканского и международного значения. На соревнованиях представлял спортивное общество «Водник», мастер спорта международного класса.

## Биография
Анатолий Кононенко родился 21 февраля 1935 года в Ростове-на-Дону. Активно заниматься греблей начал в раннем детстве, проходил подготовку в ростовской команде добровольного спортивного общества «Водник». Первого серьёзного успеха добился в 1960 году, когда с одноместной байдаркой завоевал золотую медаль всесоюзного первенства в гонке на 500 метров. Благодаря череде удачных выступлений удостоился права защищать честь страны на летних Олимпийских играх в Риме — участвовал в программе эстафеты, вместе с командой, куда также вошли гребцы Игорь Писарев, Фёдор Ляховский и Владимир Наталуха, показал в финале пятое время.
После римской Олимпиады Кононенко остался в основном составе советской национальной сборной и продолжил принимать участие в крупнейших международных соревнованиях. В 1963 году он во второй раз стал чемпионом Советского Союза, одержав победу в эстафете, в 1965 году добыл сразу две золотые награды: в эстафете и в заплыве байдарок-двоек на 1000 метров. Вскоре принял решение завершить карьеру спортсмена, уступив место в сборной молодым советским гребцам. За выдающиеся спортивные достижения удостоен почётного звания «Мастер спорта СССР международного класса».
Покинув большой спорт, Анатолий Кононенко, тем не менее, не оставил греблю — регулярно участвовал во всероссийских и международных ветеранских регатах. Ныне проживает в родном Ростове.